# Pascal François Joseph Gossellin

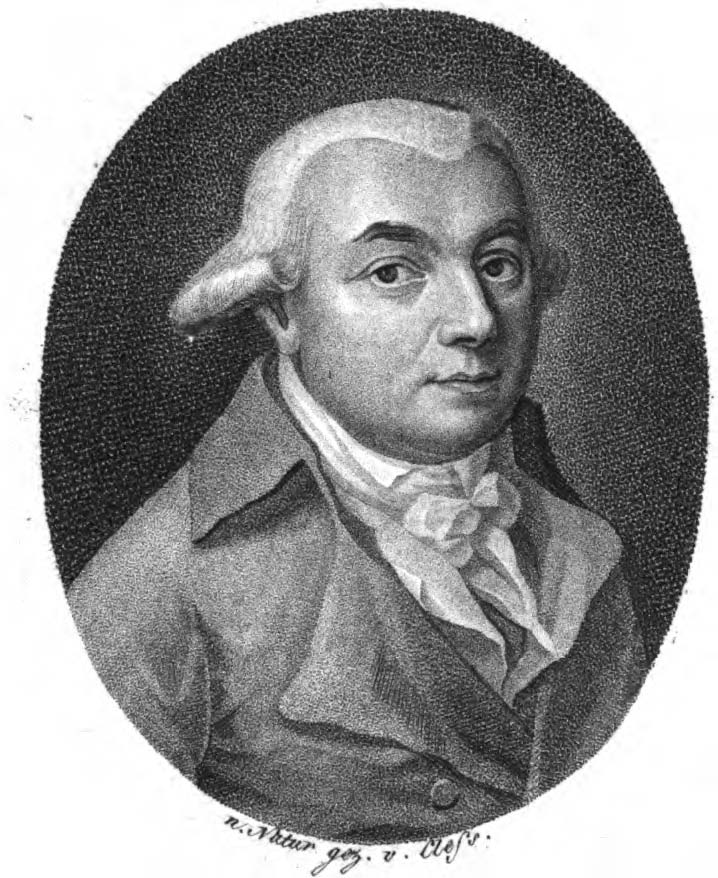
Pascal-François-Joseph Gossellin

Pascal-François-Joseph Gossellin, anche François Pascal Joseph, (Lilla, 6 dicembre 1751 – Passy, 7 febbraio 1830), è stato un numismatico, geografo e storico francese.

## Biografia
Gossellin ha lavorato in particolare sulla geografia antica. Era in attività commerciale nella sua città e fu più volte deputato al Conseil royal de commerce in rappresentanza della propria città alle riunioni che si tenevano a Parigi.
Nel periodo 1772-74 viaggiò in Europa, cercando materiale per lo studio della geografia antica; nel 1780 fece una nuova serie di viaggi di studio attraverso una gran parte d'Europa e al ritorno si stabilì a Parigi.
Pubblicò il suo primo lavoro nel 1789 ottenendo un premio dalla Académie des inscriptions et belles-lettres per un saggio sui sistemi geografici dell'antichità, in particolare su quelli di Strabone e di Tolomeo. Nel 1791 divenne membro di quella Accademia.
Nel 1789 fu eletto all'Assemblea Nazionale e nel 1794 fu chiamato dal Comitato di salute pubblica al ministero della guerra per le sue competenze di geografo. Nel 1799 fu nominato conservatore al Cabinet des Médailles di Parigi, incarico che mantenne in periodo napoleonico e durante la Restaurazione. Nel 1801 fu tra coloro che furono selezionati per la traduzione di Strabone.
I suoi contributi nell'ambito della geografia antica, oltre ad una gran numero di saggi e monografie, consistono nelle sue due opere principali: Geographie des Grecs analysée (1790) e Recherches sur la géographie des anciens (1798-1813).

## Opere
- Géographie des Grecs analysée, Parigi 1790
- Recherches sur la géographie des anciens (1798-1813).